# Teudis itatiayae
Teudis itatiayae is een spinnensoort in de taxonomische indeling van de buisspinnen (Anyphaenidae).
Het dier behoort tot het geslacht Teudis. De wetenschappelijke naam van de soort werd voor het eerst geldig gepubliceerd in 1915 door Cândido Firmino de Mello-Leitão.